# Kopec (chráněný areál)
Kopec je chráněný areál v oblasti NAPANT.
Nachází se v katastrálním území obce Priechod v okrese Banská Bystrica v Banskobystrickém kraji. Území bylo vyhlášeno či novelizováno v roce 2008 na rozloze 3,7640 ha. Ochranné pásmo nebylo stanoveno.